# Kiliani-Nomenklatur

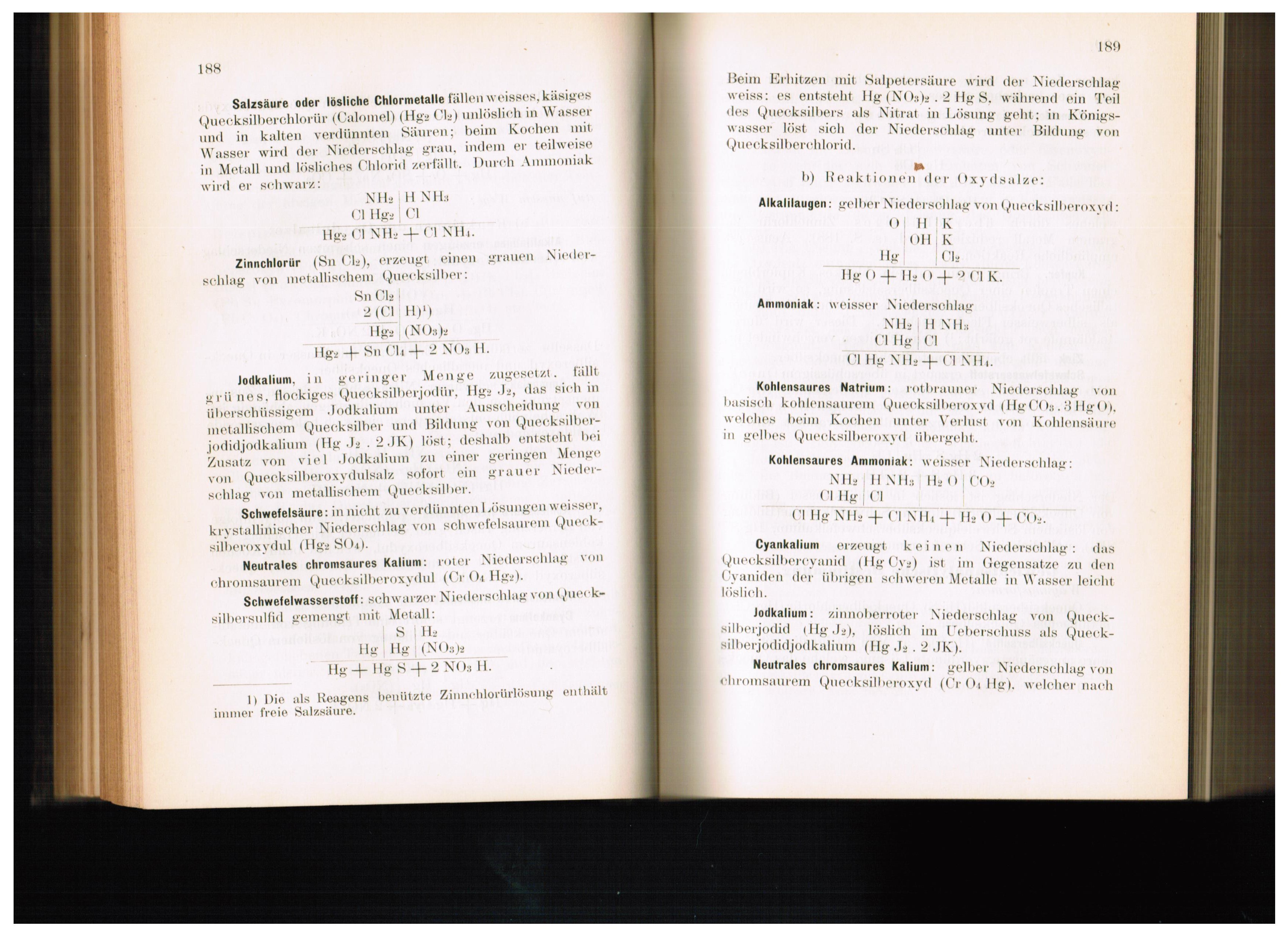
Beispiel 1 für die Kiliani-Schreibweise aus seinem Lehrbuch der Analytischen Chemie

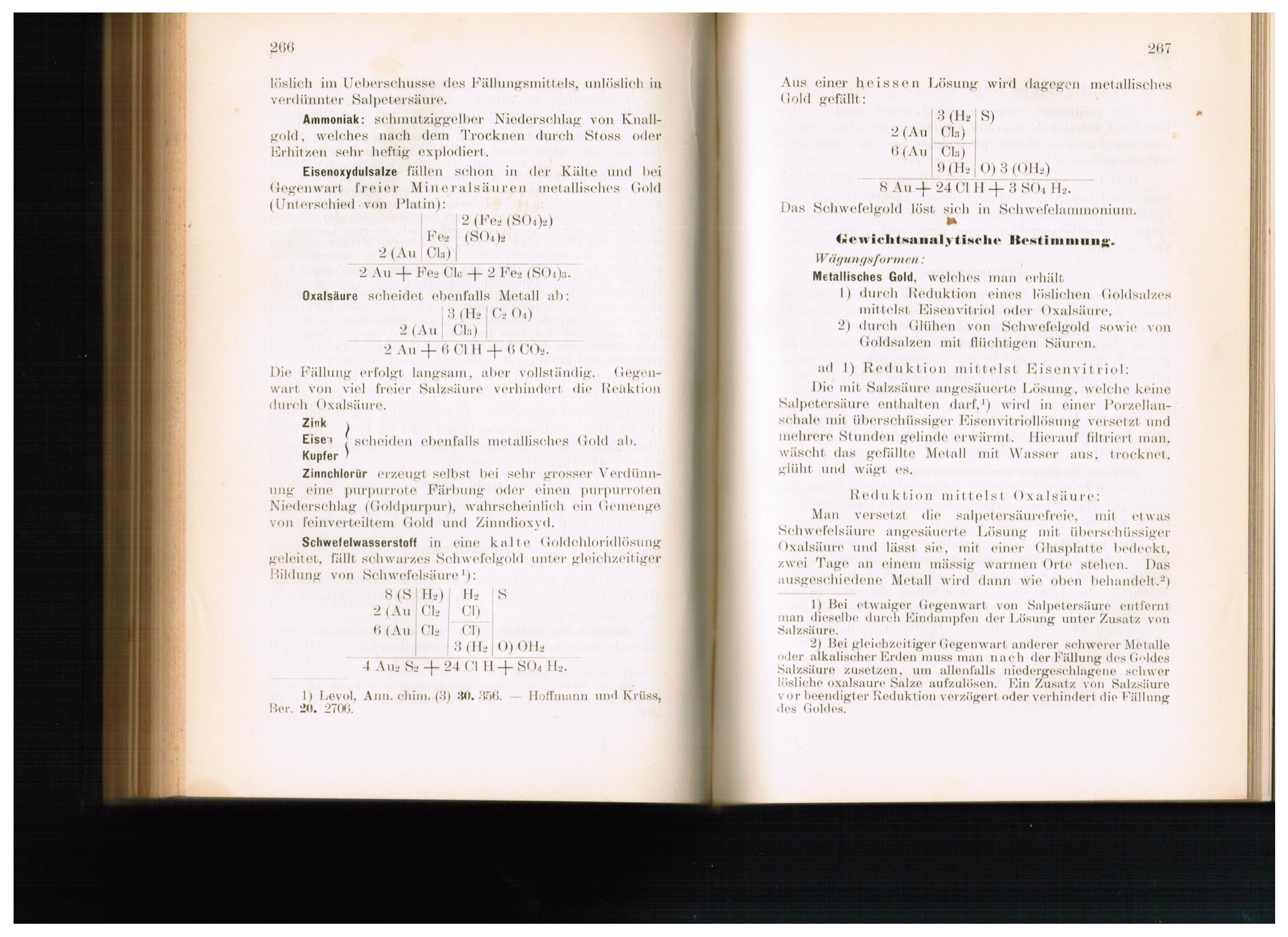
Beispiel 2 für die Kiliani-Schreibweise aus seinem Lehrbuch der Analytischen Chemie

Die Kiliani-Nomenklatur (auch Kiliani-Schreibweise) ist eine Art der Notation von chemischen Reaktionen, die von Heinrich Kiliani (1855–1945) entwickelt und speziell bei Reaktionen der Anorganischen Chemie verwendet wurde.  Kiliani nutzte sie beispielsweise in seinem Lehrbuch der Analytischen Chemie, aber auch andere Autoren von Lehrbüchern der Anorganischen oder Analytischen Chemie nutzten sie zeitweise um das Jahr 1900.
Das Schreibsystem ist wie eine Matrix gestaltet, ähnlich wie die Schreibung zur Bilanzierung von Änderungen von Oxidationszahlen. 
Ein Beispiel aus dem nebenseitig abgebildeten Buch zeigt die Reaktion von Quecksilber(II)-chlorid mit Kaliumhydroxid:
| O                 | H  | K   |
|                   | OH | K   |
| Hg                |    | Cl2 |
| HgO + H2O + 2 KCl |    |     |

In moderner Schreibweise entspricht das:
{\displaystyle \mathrm {HgCl_{2}+2\ KOH\longrightarrow HgO+H_{2}O+2\ KCl} }
Ein gewisser Vorteil der Kiliani-Nomenklatur ist, dass direkt ersichtlich ist, welche Reaktionspartner „zusammenfinden“.